# Alfred Klose (Gewerkschafter)
Alfred Klose (* 2. Februar 1934 in Zwickau; † 25. März 2019 in Hannover) war ein deutscher Gewerkschaftsfunktionär. Er war Bildungsreferent an der DGB-Bundesschule Springe.

## Leben

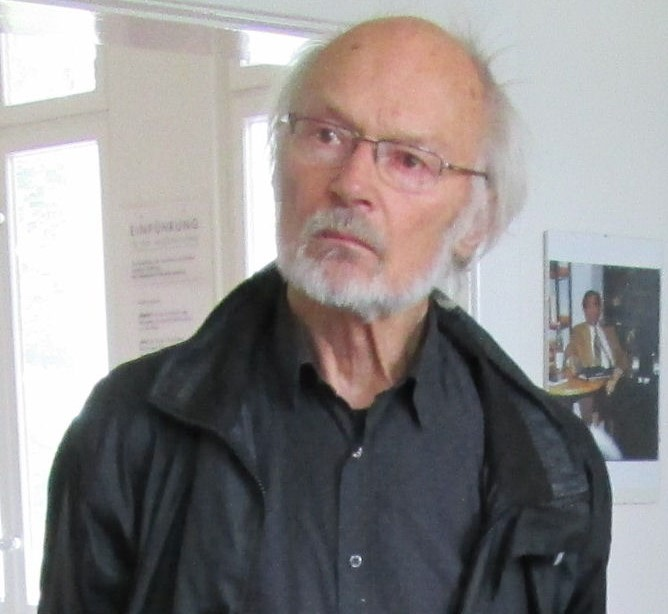
Alfred Klose bei der Besichtigung der Ausstellung Juni 2016 in der Gedenkstätte KZ Ahrensbök

Der noch vor dem Zweiten Weltkrieg in Sachsen geborene Alfred Klose begann seine berufliche Laufbahn in der Nachkriegszeit als Bergmann im Ruhrgebiet und trat 1948 der IG Bergbau bei. Bald wechselte er seinen Untertage-Arbeitsplatz gegen Beschäftigungen als Schweißer auf Baustellen, wechselte 1960 zur IG Metall und wurde bald darauf in den Betriebsrat der Mineralöl-Baugesellschaft gewählt. Erste gewerkschaftliche Qualifizierungsmaßnahmen nahm er ab 1968 wahr.
1971 begann Klose sein Wirken in der niedersächsischen Landeshauptstadt bei der IG Metall Hannover, für die er 25 Jahre hauptamtlich tätig war. Zunächst übernahm er die Jugendarbeit. In den Nachwirkungen von 68er-Bewegung, Studenten- und Friedensbewegung oder Rote-Punkt-Aktion arbeitete er mit Betriebsjugendgruppen von Kabelmetal, Hanomag, Volkswagen AG, Telefunken oder Leichtmetall. Im gewerkschaftlichen Bildungswesen und als Gewerkschaftssekretär wollte Klose „das Leben von abhängig Beschäftigten besser […] gestalten, nicht nur im Betrieb, sondern auch in der Gesellschaft.“ Folgerichtig arbeitete er bald auch als Bildungsreferent an der vom Deutschen Gewerkschaftsbund betriebene DGB-Bundesschule Springe. Später wurde er in der IG Metall Geschäftsstelle Hannover u. a. für Handwerksarbeit und den Migrationsausschuss zuständig.
Klose engagierte sich in der Solidaritätsbewegung für Chile und die Exilchilenen in Hannover, in der Griechenland-Solidarität, er förderte die Internationale Friedensschule Bremen, die Vereinigung der Verfolgten des Naziregimes – Bund der Antifaschistinnen und Antifaschisten, das Kulturzentrum Faust und die „Stadt-Land-Solidarität“. Er war Mitbegründer der Einkaufsgenossenschaft Wendland Kooperative eG, des Vereins Freunde des Kabaretts in Niedersachsen sowie des Archivs der Geschichtswerkstatt im Freizeitheim Linden. Zudem war er in sozialen Bewegungen aktiv und unterstützte als Netzwerker die Zeitschrift Ossietzky, Gruppen wie „Agitprop Hannover“, den interkulturellen Verein Kargah, Attac oder die Rote Hilfe. Er sang in dem von ihm mitbegründeten DGB-Chor Hannover und war als Redakteur des Hörfunksenders Radio Flora tätig. Alfred Klose war Hobby-Imker und wurde mit der Hans-Böckler-Medaille geehrt.
Auf die Frage, ob man mit Liedern die Welt verändern könne, lautete Alfred Kloses Credo:

## Zitat
„Direkt verändern kann man sie nicht, aber man kann Lust machen dazu...“

Der Verstorbene wurde am 6. April 2019 im Ruheforst Deister beigesetzt, wo der Erste Bevollmächtigte der IG Metall Hannover, Dirk Schulze, die Trauerrede hielt.